# Viktoriya Akhilova
Viktoriya Akhilova (ur. 1986) – uzbecka lekkoatletka specjalizująca się w skoku o tyczce.

## Rekordy życiowe
- skok o tyczce – 3,00m rekord Uzbekistanu (2007)
- skok o tyczce (hala) – 3,00m rekord Uzbekistanu (2007)[1]